# 波皮夫卡 (茲韋尼戈羅德卡區)
49°4′22″N 30°48′22″E / 49.07278°N 30.80611°E
波皮夫卡（烏克蘭語：Попівка）是位於烏克蘭中部的村莊，由切爾卡瑟州裡茲韋尼霍羅德卡區的沃季亞尼基市鎮負責管轄。該村始建於十七世紀，面積4.12平方公里，海拔高度197米，2009年人口565，人口密度每平方公里137人。